# Stołówka

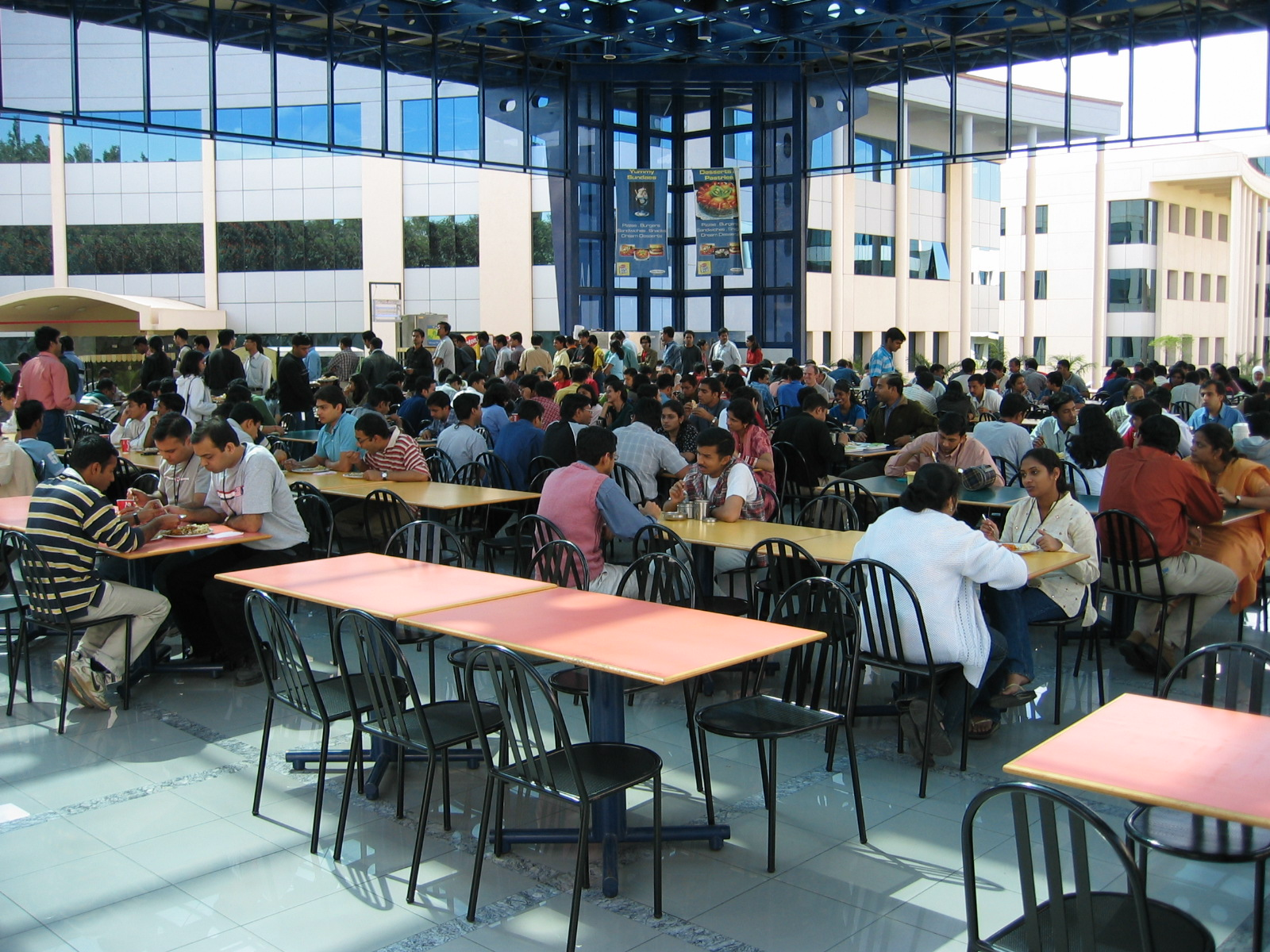
Stołówka

Stołówka – placówka zbiorowego żywienia, zapewniająca określonym grupom konsumentów posiłki; głównie obiady, ale także śniadania i kolacje.
Może również wydawać posiłki jednorazowe. Jest wyodrębniona organizacyjnie i lokalowo, zlokalizowana na terenie zakładu pracy (stołówka pracownicza), szkół, uczelni, ośrodków wypoczynkowych. Prowadzi ograniczony asortyment posiłków przy zastosowaniu samoobsługi lub obsługi kelnerskiej, stosując przy tym w przeważającej części system abonamentowej sprzedaży i wydawania posiłków.
Pierwszą stołówkę w Niemczech (pod nazwą „Menage”) zorganizowało w 1856 przedsiębiorstwo Krupp.